# Bondův cyklus

Bondův cyklus (anglicky Bond Event) je pojmenování pro cyklus klimatických výkyvů v období holocénu v oblastech Severního Atlantiku s kvaziperiodou jejíž délka byla původně odhadována na 1 500 let, poslední výzkumy se ale kloní k periodě 1 000 let.
Gerard C. Bond z Lamont–Doherty Earth Observatory Kolumbijské university byl hlavním autorem článku z roku 1997, který navrhoval teorii klimatických cyklů o délce 1 470 let v pozdním pleistocénu a holocénu, založených hlavně na petrologických stopách měnícího se rozšíření plovoucího ledu v severním Atlantiku. Pozdější práce však ukázaly, že tyto tyto petrologické stopy poskytují nedostatečné důkazy pro intervaly změny klimatu o délce 1 500 let a uváděná délka periody 1 500 ± 500 let je statistický artefakt. Po zveřejnění výsledků projektu GICC05, ve kterém byla zkoumána ledovcová jádra v Grónsku, se ukázalo, že tzv. Dansgaardovy–Oeschgerovy události tuto periodicitu nevykazují. Zdá se, že události pozorované v rámci měnícího se rozšíření plovoucího ledu v severním Atlantiku korelují s poklesy hladin jezer ve středoatlantickém regionu USA. Slabá korelace je vykazována s monzunovými událostmi v Asii v posledních 9 000 letech a existuje i korelace s obdobími sucha na Středním východě v posledních 55 000 letech (Heinrichovy i Bondovy události).

Rozšíření plovoucího ledu v Severním Atlantiku v holocénu

V holocénu (době poledové) proběhlo zatím 8 takových cyklů. Bondův cyklus je podobný Dansgaardovu–Oeschgerovu cyklu (DO Event) pozorovanému v dobách ledových (glaciálech). Při DO docházelo k teplotním výkyvům o velikosti 15–20 % teplotního rozdílu mezi dobou ledovou a meziledovou. Klimatické oscilace jsou patrné i z vrtů v grónském ledovci (vrt GISP2). Tyto oscilace ale působí na severní polokouli i daleko od Grónska. Projevují se v Severní Americe včetně Aljašky. Dále v Evropě včetně Skandinávie a Alp. U teploty Egejského moře lze pozorovat cyklus 2300–2500 let. Gupta ukázal ve své práci v roce 2005 souvislosti mezi klimatickými změnami v Severním Atlantiku a mnohem slabšími změnami monzunů v Indickém oceánu. Naproti tomu na jižní polokouli nejsou tyto oscilace patrné. V Antarktidě bývají někdy – ale ne vždy – dokonce výkyvy teplot v opačném směru – tzv. „bipolární houpačka“. Takový protichůdný vývoj bylo možno pozorovat i v 70. letech 20. století.
Teplejší období mezi bondovskými chladnými periodami se někdy označují jako klimatické optimum. Například mínojské optimum, římské optimum nebo středověké optimum. Na začátku 21. století panovaly spory, zda současné teplé období je teplejší než středověké teplé období před tisícem let – spory o tzv. „hokejkový graf“. Rekonstrukce hladin oceánů ukazují, že výše hladiny oceánu během středověkého oteplení byly nejvýše za posledních 110 000 let a že, i kdyby teplota dále nerostla, bude tento rekord překonán patrně v letech 2090 až 2099.
Oscilace klimatu v Bondově cyklu jsou předmětem dalšího zkoumání – mezi příčiny je označováno kolísání sluneční aktivity, změny v atmosférické cirkulaci a uváděn je též možný vliv 1 800letého lunárního cyklu. Kvantitativní rekonstrukce ukázaly konsistentní závěr, že teploty v minulých 2 000 letech byly nižší, než teploty dosažené na konci 20. století. Toto poznání vyjádřila studie MBH99 v tzv. hokejkovém grafu, zabývajícím se současnou změnou klimatu. Závěry této práce později potvrdilo více než 20 dalších studií, používajících různé kombinace proxy dat a statistických metod.

## Seznam událostí cyklu
| číslo | čas (před / tisíce let) | Letopočet      | poznámky                                                                                     |
| ----- | ----------------------- | -------------- | -------------------------------------------------------------------------------------------- |
| 0     | ≈0,5                    | 1500 n. l.     | Malá doba ledová, zánik vikinských osad v Grónsku, zámořské objevy                           |
| 1     | ≈1,4                    | 600 n. l.      | Stěhování národů, pád říše římské, začátek středověku                                        |
| 2     | ≈2,8                    | 800 př. n. l.  | Trojská válka. Exodus. Vpád mořských národů do Egypta. Začátek „homérského temna“.           |
| 3     | ≈4,2                    | 2200 př. n. l. | Kolaps Akkadské říše a konec egyptské Staré říše (první přechodné období, konec éry pyramid) |
| 4     | ≈5,9                    | 3900 př. n. l. | Vysychání Sahary a migrace do Egypta. Vznik civilizace v Egyptě a Sumeru.                    |
| 5     | ≈8,2                    | 6200 př. n. l. | Změna klimatu a pokles populace v Jižní Americe                                              |
| 6     | ≈9,4                    | 7400 př. n. l. | Ledovcová činnost v Norsku a studené období v Číně                                           |
| 7     | ≈10,3                   | 8300 př. n. l. |                                                                                              |
| 8     | ≈11,1                   | 9100 př. n. l. | Přechod od mladšího Dryasu k borealu                                                         |